# حجر جيري كربوني

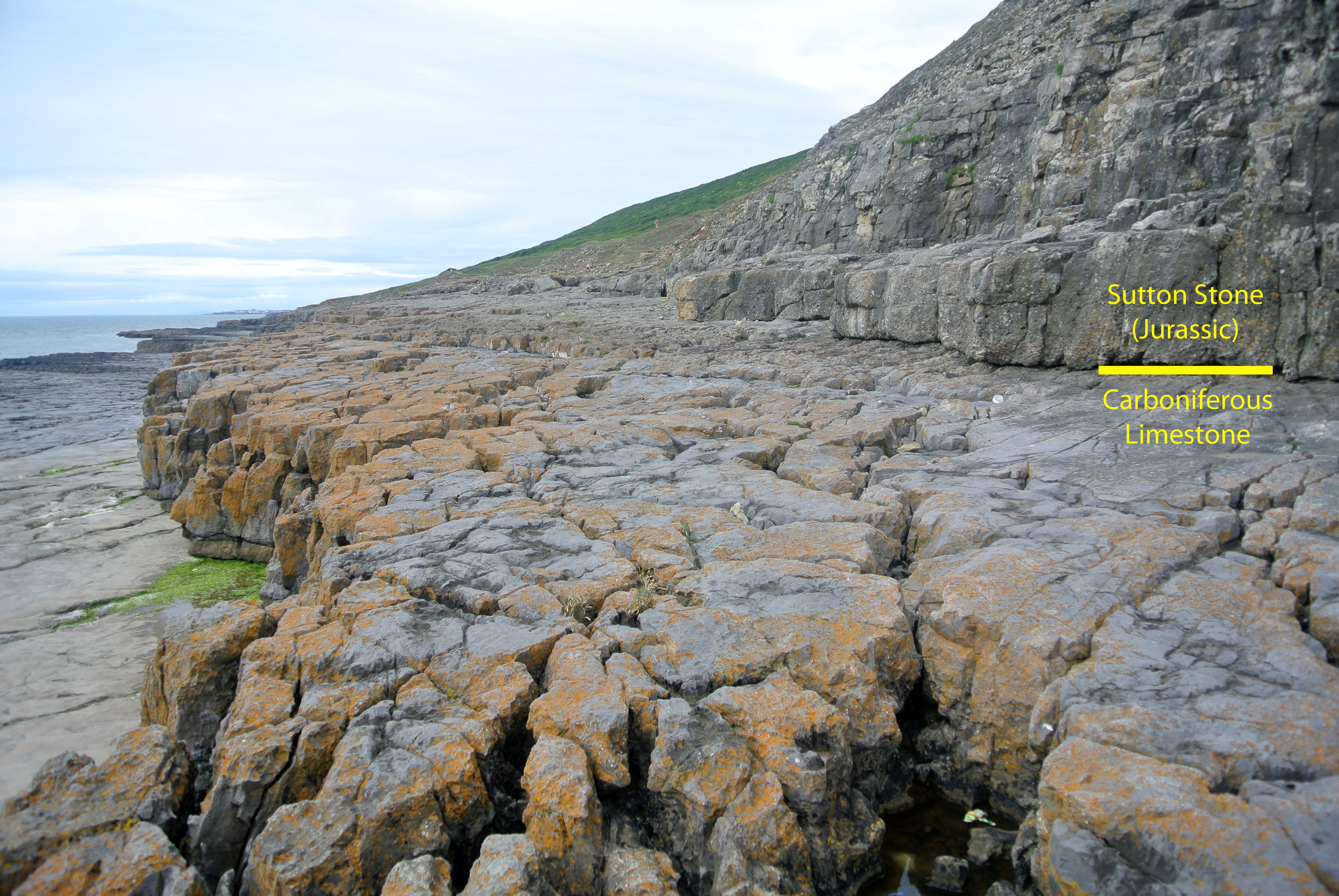
أحجار جيرية كربونية في ويلز.

الحجر الجيري الكربوني (بالإنجليزية: Carboniferous Limestone)‏، هو مصطلح جيولوجي عام يصف الأحجار الكريمة التي تكوّنت بنطقٍ واسع في جميع أنحاء بريطانيا العظمى وأيرلندا التي أودعت خلال فترة دينانتيان من العصر الفحمي. هذه الصخور تشكلت بين 363 و 325 مليون سنة ماضية. في إنجلترا وويلز، تضم الأحجار الجيرية الكربونية بأكملها، والتي تشمل الأحجار الرملية الثانوية وبعض الأحجار الرملية الرقيقة، تعرف باسم المجموعة الفرعية من الحجر الجيري الكربوني.